# 劉閼于
劉閼于（前160年代?—前154年），西汉诸侯王。《汉书》作劉閼。
漢景帝第四子，栗姬第三子。景帝前元二年（前155年）受封为临江（后来的南郡）王，国都江陵（今湖北荆州一带）。三年（前154年），病死无子，国除为郡。死后谥号哀，習称“临江哀王”。

## 註解
1. ↑  《汉书》卷五：春三月，立皇子德為河間王，閼為臨江王，餘為淮陽王，非為汝南王，彭祖為廣川王，發為長沙王。
2. ↑  《汉书》卷五：秋七月，臨江王閼薨。

## 延伸阅读
[在维基数据编辑]
 《史記/卷059》，出自司馬遷《史記》
 《漢書/卷053》，出自班固《漢書》